# Piotr Kroczek
Piotr Kroczek (ur. 22 marca 1975 w Cieszynie) – polski duchowny katolicki, doktor nauk teologicznych, doktor filozofii, doktor habilitowany nauk prawnych w zakresie prawa kanonicznego, profesor nauk społecznych w dyscyplinie nauki prawne, Kościelny Inspektor Ochrony Danych.

## Życiorys
Studiował teologię na Papieskiej Akademii Teologicznej w Krakowie, gdzie w 2000 uzyskał tytuł magistra, a w 2001 licencjata. W 2000 został wyświęcony na kapłana diecezji bielsko-żywieckiej. Odbył studia specjalistyczne na Wydziale Prawa Kanonicznego Uniwersytetu Kardynała Stefana Wyszyńskiego. Tam też uzyskał w 2003 stopień naukowy doktora nauk prawnych w zakresie prawa kanonicznego na podstawie rozprawy pt. Zasada „clara non sunt interpretanda” w prawie kanonicznym napisanej pod kierunkiem Remigiusza Sobańskiego. Stopień doktora habilitowanego nauk prawnych w zakresie prawa kanonicznego uzyskał w 2011 na Wydziale Prawa Kanonicznego UKSW na podstawie dorobku naukowego oraz rozprawy pt. The Art of Legislation. The Principles of Lawgiving in the Church. W 2017 uzyskał na Wydziale Teologicznym Uniwersytetu Opolskiego stopień doktora nauk teologicznych na podstawie napisanej pod kierunkiem Rajmunda Porady rozprawy pt. Parafia w optyce katolickiej i luterańskiej. Postanowieniem z dnia 6 lutego 2020 r. Prezydent RP nadał mu tytuł profesora. W 2022 uzyskał stopień doktora filozofii na podstawie rozprawy napisanej pod kierunkiem prof. dra hab. Marka Rembierza pt. Między filozofią a światopoglądem. Myśl społeczna i religijna Józefa M. Bocheńskiego w kontekście sporów ideowych w XX wieku.
Został zatrudniony w Instytucie Prawa Kanonicznego Wydziału Teologicznego Uniwersytetu Papieskiego Jana Pawła II w Krakowie, a następnie na Wydziale Nauk Społecznych tej uczelni. Obecnie pracuje na Wydziale Prawa Kanonicznego.
2 maja 2018 Rada Stała Konferencji Episkopatu Polski powołała go na stanowisko Kościelnego Inspektora Ochrony Danych.
Jest członkiem Polskiego Towarzystwa Prawa Wyznaniowego i wiceprezesem Polskiego Towarzystwa Teologicznego.
W 2019 został członkiem Rady Doskonałości Naukowej I kadencji.

## Wybrane publikacje
- Zasada „clara non sunt interpretanda” w prawie kanonicznym, Kraków: Wydawnictwo Naukowe Papieskiej Akademii Teologicznej, 2005.
- Podręcznik kancelaryjny dla duchowieństwa Diecezji Bielsko-Żywieckiej (wybrane zagadnienia), Bielsko-Biała: Kuria Diecezjalna Bielsko-Żywiecka, 2006 (współautor ze Stanisławem Lubaszką).
- The Art of Legislation. The Principles of Lawgiving in the Church, Kraków: Wydawnictwo UNUM, 2012, https://doi.org/10.21906/9788376431383.
- Wychowanie. Optyka prawa polskiego i prawa kanonicznego, Kraków: Uniwersytet Papieski Jana Pawła II w Krakowie Wydawnictwo Naukowe, 2013[7].
- Parafia w optyce katolickiej i luterańskiej. Studium teologiczno-prawne, Kraków: Uniwersytet Papieski Jana Pawła II w Krakowie Wydawnictwo Naukowe, 2017.
- Prawo wewnętrzne związków wyznaniowych w perspektywie organów władzy publicznej. Klauzule generalne, Kraków: Uniwersytet Papieski Jana Pawła II w Krakowie Wydawnictwo Naukowe, 2017.
- Przetwarzanie danych osobowych przez podmioty Kościoła katolickiego w Polsce: transfer pomiędzy państwami, Kraków: Wydawnictwo UNUM, 2020, https://doi.org/10.21906/9788376431994